# The Autobiography of Charles Darwin

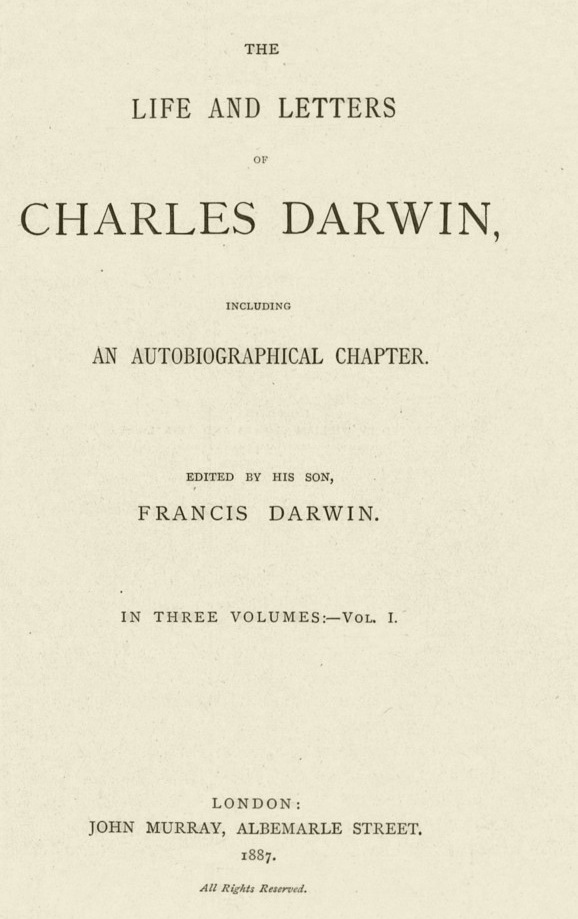
De omslag van het origineel uit 1887

The Autobiography of Charles Darwin is de autobiografie van de Britse natuuronderzoeker Charles Darwin. Deze kwam voor het eerst uit in 1887, vijf jaar na zijn dood. 
Darwin schreef het boek voor zijn familie en noemde het oorspronkelijk Recollections of the Development of my Mind and Character. Hij verklaart dat hij begon met schrijven op ongeveer 28 mei 1876 en op 3 augustus klaar was. 
Het boek werd geredigeerd door Darwins zoon Francis Darwin. Die verwijderde verschillende passages over zijn vaders kritische standpunten ten opzichte van God en het christendom. John Murray bracht het uit in Londen als onderdeel van The life and letters of Charles Darwin, including an autobiographical chapter. 
De weggelaten passages werden later weer toegevoegd door Darwin's kleindochter Nora Barlow in een nieuwe editie in 1958, ter gelegenheid van de honderdste verjaardag van de publicatie van On the Origin of Species. Deze nieuwe uitgave werd gepubliceerd in Londen door Collins, met op de cover The Autobiography of Charles Darwin 1809-1882. With the original omissions restored. Edited and with appendix and notes by his granddaughter Nora Barlow. 
Het originele The Autobiography of Charles Darwin is in het publieke domein, daar het auteursrecht is verlopen. De latere versie valt daar anno 2008 nog wel onder.